# 大湖竹篙屋吳屋伙房
24°25′00″N 120°51′44″E / 24.416778°N 120.862111°E
大湖竹篙屋吳屋伙房位於臺灣苗栗縣大湖鄉，於民國110年（2021年）3月16日公告為苗栗縣歷史建築。
為吳盛智故居。